# Hwang Sok Yong
Hwang Sok-yong es un autor representativo de Corea y comprometido con los movimientos de democratización y unificación, que han luchado contra las contradicciones de la historia contemporánea de Corea del Sur.

## Biografía
Hwang Sok-yong nació el 4 de enero de 1943 en Hsinking (actual Changchun) y se estableció en Seúl. Cuando aún era alumno del bachillerato se publicó su obra "En torno a una piedra erguida" en la revista Sasanggye de noviembre de 1962 y fue galardonado con el Premio de Escritor Novel. Publicó obras de teatro y novelas. 
Fue un ferviente lector de muchos tipos de literatura y quiso ser escritor desde su infancia. Así relata Hwang cómo se inició en la literatura:

"En el cuarto año de la escuela primaria, escribí algo para la clase de taller literario y fui elegido para participar en el concurso nacional de composición, ganando el primer premio. Era la historia de alguien que vuelve a su casa después de haberse refugiado en el sur durante la Guerra de Corea. El título era "El día del regreso al hogar". Al llegar, el protagonista descubre que todo su pueblo ha quedado en ruinas. Mi historia describe la tarde que pasa revisando platos y otros enseres de la casa. Era la primera vez que tanta gente me alababa, así que decidí ser escritor en vez de bombero o soldado, aunque no estaba del todo seguro de lo que esto significaba. Creía que escribir era algo que se hacía con el trasero, porque tienes que pasar mucho tiempo sentado en el escritorio".

En 1964 fue encarcelado por motivos políticos y conoció a activistas obreros. Tras su liberación trabajó en una fábrica de tabaco y en varias obras de construcción del país. Entre 1966 y 1969 fue parte del cuerpo militar de Corea en la Guerra de Vietnam y peleó a favor de la causa estadounidense sin estar de acuerdo. Así se expresó sobre este hecho: 

¿Cuál es la diferencia entre la generación de mi padre, reclutada por el ejército japonés, y la mía, enviada a Vietnam para establecer la "Pax americana" en Oriente durante la Guerra Fría?

En Vietnam era responsable de "la limpieza", borrar las pruebas de las masacres civiles y enterrar a los muertos. Una horripilante experiencia en la que tuvo que estar rodeado de cadáveres devorados por ratas.

## Obra
La obra narrativa de Hwang Sok-yong forma parte del tronco genealógico principal de la novela realista coreana que se da a partir de la independencia de Corea (1945). "La tierra forastera" (1971) es un relato que describe, con acceso directo a las zonas en cuestión, la lucha de los trabajadores de la construcción bajo la dictadura militar, cuando aún era ilegal la organización de sindicatos obreros.
"La crónica del señor Han" (1972) es un relato escrito sobre la base de las experiencias que vivió la familia del escritor al 
llegar al sur de la península tras la independencia de Corea. Esta obra narrativa describe de manera realista el modo en que el protagonista, que se había desplazado al sur para eludir los conflictos ideológicos de la guerra de Corea, se convierte de nuevo en víctima de la ideología y del poder, en un contexto histórico en el que se construía un agresivo régimen anticomunista.
La novela El huésped (2001), que es la primera de la Trilogía del Este Asiático que proyecta Hwang Sok-yong, trata la tragedia del conflicto fratricida que fue la Guerra de Corea.

## Traducciones al español
- El huésped (México: Ediciones del Ermitaño, 2008)
- Bari, la princesa abandonada (España: alianzaLiteraria 2015)
- Sim Chong, la niña vendida (España: Alianza Editorial, 2012, 2014)
- Todas las cosas de nuestra vida (España: Alianza Editorial, 2017)

## Obras en coreano
Relatos cortos
- El camino a Sampo (Seúl: Samjungdang 1975)
- Lejos de casa (Seúl: Changbi 1976)
- Sueños de un titán (Seúl: Bumwoo 1976)
- El juglar no invitado (Seúl: Baekje 1978)
- Un sueño de buena fortuna (Seúl: Minumsa 1980)
- El mejor hermano  (Seúl: Simji 1987)

Novelas
- Los niños de Moraenmal (Seúl: Hyonam 1980)
- Jang Gilsan (Seúl: Hyonam 1984)
- La sombra de las armas (Seúl: Hyeongseongsa 1985)
- El viejo jardín  (Seúl: Changbi 2000)
- El huésped (Seúl: Changbi 2001)
- Shim Cheong (Seúl: Munhakdongne 2003)
- La princesa Bari (Seúl: Changbi 2007)